# Ikigaat
Ikigaat är en udde i Grönland (Kungariket Danmark).   Den ligger i kommunen Kujalleq, i den södra delen av Grönland, 600 km sydost om huvudstaden Nuuk.
Terrängen inåt land är varierad. Havet är nära Ikigaat söderut.  Närmaste större samhälle är Narsaq, 4,6 km öster om Ikigaat. 